# KAV Dendermonde
Maillots
Dernière mise à jour : 3 août 2017.
Le Koninklijke Athletische Vereniging Dendermonde est un club de football belge localisé dans la commune de Termonde dans la province de Flandre-Orientale. Il porte le matricule 57 et joue avec des maillots mauve et bleu, couleurs qui lui viennent des deux anciens clubs de la ville qui ont fusionné en 1911 pour donner naissance au club actuel. Il évolue en première provinciale lors de la saison 2017-2018. Au cours de son Histoire, il a disputé 46 saisons dans les séries nationales, dont 5 au deuxième niveau, le plus haut qu'il ait atteint.

## Histoire

### Fondation du club et débuts en compétition
Dès le début du XXe siècle, deux clubs de la ville de Termonde, le Racing Club Termonde (à tendance catholique) et le Sporting Club Termonde (à tendance libérale), disputent des compétitions locales face à d'autres équipes de la région. En 1911, les deux entités décident de fusionner et forment l'Association athlétique termondoise. Le Racing jouait en mauve et blanc, et le Sporting en bleu et blanc. Pour le nouveau club, les dirigeants décident de mélanger les deux et optent pour le mauve et le bleu. Le club s'installe sur le terrain du Grootzand à Grembergen, un petit village voisin de Termonde qui lui sera rattaché cinquante ans plus tard.
Deux ans plus tard, le club s'affilie à l'Union belge de football, et commence la saison suivante au plus bas niveau de la hiérarchie. En 1923, le club accède pour la première fois de son Histoire à la Promotion, à l'époque second niveau national. L'expérience ne dure qu'une saison, le club étant directement relégué. Le club remonte en 1926 et fait partie des fondateurs de la Promotion en tant que troisième niveau national. En décembre, il reçoit le matricule 57. Deux ans après, le club est reconnu « Société Royale » et prend le nom d'Association Royale Athlétique Termondoise. Cette célébration s'accompagne d'une relégation en fin de saison après un match de barrages face à l'US Tournaisienne.
Le club remonte en nationales en 1931, et après deux saisons moyennes, décroche le titre dans sa série, son premier trophée au niveau national. Le club passe deux ans au deuxième niveau national avant d'être relégué. Il subit alors une seconde relégation consécutive, et quitte une nouvelle fois les séries nationales en 1937.

### Vingt saisons en nationales
En 1942, le club flamandise son nom et devient le Koninklijke Athletische Vereniging Dendermonde. Il remonte ensuite en Promotion, où il s'installe dans le haut du classement durant plusieurs années. En 1950, le club remporte son second titre et remonte en Division 1, le deuxième niveau national. À nouveau, il n'y passe que deux saisons. Il est relégué à la suite de la réorganisation des séries nationales, qui aboutit à la création d'un quatrième niveau et réduit de moitié le nombre d'équipes présentes aux deuxième et troisième niveau.
Redescendu en Division 3, le club manque de peu le titre. Il termine à égalité de points avec Uccle Sport, qui est sacré champion pour avoir concédé moins de défaites. Il alterne ensuite les hauts et les bas durant trois saisons, jusqu'en 1957, où il finit avant-dernier de sa série et chute pour la première fois en Promotion, le quatrième niveau national. Il y lutte plusieurs années pour son maintien mais ne peut éviter la relégation en 1963. Après vingt saisons consécutives dans les séries nationales, le club retombe en première provinciale.
Le KAV Dendermonde doit patienter dix ans pour effectuer son retour en Promotion. Le club remporte le titre dans sa série sans perdre un seul match en 1974, soit deux ans après son retour, et remonte ainsi en Division 3. Il n'y reste que deux ans, puis subit une nouvelle relégation après un match de barrage perdu face à Bas-Oha. En 1977, le club absorbe l'Eendracht Grembergen, un petit club voisin porteur du matricule 7834. Deux ans plus tard, le club est à nouveau relégué hors des séries nationales. 

### Hauts et bas à la fin duXXesiècle
Le club passe toutes les années 1980 dans les séries provinciales. Il retrouve finalement la Promotion en 1990. Ce retour ne dure que deux saisons ensuite le club est relégué. Il remonte directement la saison suivante, cette fois pour une seule saison. Une nouvelle fois, le club remporte le droit de remonter en Promotion d'emblée, et retrouve ainsi la Promotion en 1995. Quatre ans plus tard, il remporte sa série, et remonte en Division 3. Cette montée surprise est mal négociée par le club, qui vit une saison calamiteuse, ne remportant que deux matches et réalisant deux partages sur les trente de la saison. Bon dernier, il est relégué en Promotion. La saison suivante est encore pire pour Dendermonde, qui ne prend que deux points sur toute la saison, terminant bon dernier et relégué en première provinciale. Un an plus tard, le club subit une troisième relégation consécutive, qui le renvoie en deuxième provinciale. Il évolue toujours à ce niveau en 2013-2014.

## Résultats dans les divisions nationales
Statistiques mises à jour au 24 juin 2013

### Bilan
| Niv | Divisions     | Jouées | Titres | TM Up | TM Down |
| --- | ------------- | ------ | ------ | ----- | ------- |
| I   | 1re nationale | 0      | 0      |       |         |
| II  | 2e nationale  | 5      | 0      |       |         |
| III | 3e nationale  | 21     | 2      |       | 2       |
| IV  | 4e nationale  | 20     | 2      |       |         |
| V   | 5e nationale  | 0      | 0      |       |         |
|     |               |        |        |       |         |
|     | TOTAUX        | 46     | 4      | 0     | 2       |

- TM Up : test-match pour départager des égalités, ou toutes formes de Barrages ou de Tour final pour une montée éventuelle.
- TM Down : test-match pour départager des égalités, ou toutes formes de Barrages ou de Tour final pour le maintien.

### Classement saison par saison
| Ordre                     | Saison  | Nom du club       | Niveau                  | Classement final | Remarques                |
| ------------------------- | ------- | ----------------- | ----------------------- | ---------------- | ------------------------ |
| 1                         | 1923-24 | AA Termondoise    | Promotion (D2) série B  | 12e/14           | Relégué!                 |
| séries régionales         |         |                   |                         |                  |                          |
| 2                         | 1926-27 | AA Termondoise    | Promotion (D3) série A  | 9e/14            |                          |
| 3                         | 1927-28 | AA Termondoise    | Promotion (D3) série A  | 7e/14            |                          |
| 4                         | 1928-29 | AA Termondoise    | Promotion (D3) série A  | 11e/14           | Relégué après test-match |
| séries régionales         |         |                   |                         |                  |                          |
| 5                         | 1931-32 | ARA Termondoise   | Promotion (D3) série A  | 9e/14            |                          |
| 6                         | 1932-33 | ARA Termondoise   | Promotion (D3) série B  | 11e/14           |                          |
| 7                         | 1933-34 | ARA Termondoise   | Promotion (D3) série A  | 1er/14           | Champion et promu!       |
| 8                         | 1934-35 | ARA Termondoise   | Division 1 (D2) série B | 5e/14            |                          |
| 9                         | 1935-36 | ARA Termondoise   | Promotion (D3) série A  | 13e/14           | Relégué!                 |
| 10                        | 1936-37 | ARA Termondoise   | Promotion (D3) série B  | 14e/14           | Relégué!                 |
| séries régionales         |         |                   |                         |                  |                          |
| 11                        | 1942-43 | K. AV Dendermonde | Promotion (D3) série D  | 7e/15            |                          |
| 12                        | 1943-44 | K. AV Dendermonde | Promotion (D3) série A  | 4e/14            |                          |
| compétitions interrompues |         |                   |                         |                  |                          |
| 13                        | 1945-46 | K. AV Dendermonde | Promotion (D3) série A  | 3e/18            |                          |
| 14                        | 1946-47 | K. AV Dendermonde | Promotion (D3) série B  | 3e/18            |                          |
| 15                        | 1947-48 | K. AV Dendermonde | Promotion (D3) série A  | 7e/16            |                          |
| 16                        | 1948-49 | K. AV Dendermonde | Promotion (D3) série B  | 6e/16            |                          |
| 17                        | 1949-50 | K. AV Dendermonde | Promotion (D3) série B  | 1er/16           | Champion et promu!       |
| 18                        | 1950-51 | K. AV Dendermonde | Division 1 (D2) série B | 13e/16           |                          |
| 19                        | 1951-52 | K. AV Dendermonde | Division 1 (D2) série A | 12e/16           | Relégué                  |
| 20                        | 1952-53 | K. AV Dendermonde | Division 3 série B      | 2e/16            | [ saisons 3 ]            |
| 21                        | 1953-54 | K. AV Dendermonde | Division 3 série A      | 13e/16           |                          |
| 22                        | 1954-55 | K. AV Dendermonde | Division 3 série B      | 4e/16            |                          |
| 23                        | 1955-56 | K. AV Dendermonde | Promotion (D3) série A  | 15e/16           | Relégué!                 |
| 24                        | 1956-57 | K. AV Dendermonde | Promotion série D       | 12e/16           |                          |
| 25                        | 1957-58 | K. AV Dendermonde | Promotion série A       | 12e/16           |                          |
| 26                        | 1958-59 | K. AV Dendermonde | Promotion série A       | 13e/16           |                          |
| 27                        | 1959-60 | K. AV Dendermonde | Promotion série C       | 12e/16           |                          |
| 28                        | 1960-61 | K. AV Dendermonde | Promotion série A       | 7e/16            |                          |
| 29                        | 1961-62 | K. AV Dendermonde | Promotion série B       | 7e/16            |                          |
| 30                        | 1962-63 | K. AV Dendermonde | Promotion série A       | 15e/16           | Relégué!                 |
| séries provinciales       |         |                   |                         |                  |                          |
| 31                        | 1972-73 | K. AV Dendermonde | Promotion série B       | 5e/16            |                          |
| 32                        | 1973-74 | K. AV Dendermonde | Promotion série C       | 1er/16           | Champion et promu!       |
| 33                        | 1974-75 | K. AV Dendermonde | Division 3 série A      | 7e/16            |                          |
| 34                        | 1975-76 | K. AV Dendermonde | Division 3 série A      | 14e/16           | Relégué après test-match |
| 35                        | 1976-77 | K. AV Dendermonde | Promotion série B       | 6e/16            |                          |
| 36                        | 1977-78 | K. AV Dendermonde | Promotion série C       | 9e/16            |                          |
| 37                        | 1978-78 | K. AV Dendermonde | Promotion série B       | 15e/16           | Relégué!                 |
| séries provinciales       |         |                   |                         |                  |                          |
| 38                        | 1990-91 | K. AV Dendermonde | Promotion série B       | 6e/16            |                          |
| 39                        | 1991-92 | K. AV Dendermonde | Promotion série B       | 15e/16           | Relégué!                 |
| séries provinciales       |         |                   |                         |                  |                          |
| 40                        | 1993-94 | K. AV Dendermonde | Promotion série A       | 15e/16           | Relégué!                 |
| séries provinciales       |         |                   |                         |                  |                          |
| 41                        | 1995-96 | K. AV Dendermonde | Promotion série B       | 8e/16            |                          |
| 42                        | 1996-97 | K. AV Dendermonde | Promotion série B       | 9e/16            |                          |
| 43                        | 1997-98 | K. AV Dendermonde | Promotion série B       | 10e/16           |                          |
| 44                        | 1998-99 | K. AV Dendermonde | Promotion série B       | 1er/16           | Champion et promu!       |
| 45                        | 99-2000 | K. AV Dendermonde | Division 3 série A      | 16e/16           | Relégué!                 |
| 46                        | 2000-01 | K. AV Dendermonde | Promotion série B       | 16e/16           | Relégué!                 |
| séries provinciales       |         |                   |                         |                  |                          |